# Šmaver (Trebnje, Slovenija)
Šmaver je naselje u slovenskoj Općini Trebnju. Šmaver se nalazi u pokrajini Dolenjskoj i statističkoj regiji Jugoistočnoj Sloveniji. 

## Stanovništvo
Prema popisu stanovništva iz 2002. godine naselje je imalo 40 stanovnika.